# Microcoelia microglossa
Microcoelia microglossa är en orkidéart som beskrevs av Victor Samuel Summerhayes. Microcoelia microglossa ingår i släktet Microcoelia och familjen orkidéer. Inga underarter finns listade i Catalogue of Life.